# Club Deportivo Fortuna (San Sebastián)
El Club Deportivo Fortuna es un club deportivo de San Sebastián (Guipúzcoa) España. Es un club polideportivo con numerosas secciones y vocación de impulsar el deporte de base.
Es conocido principalmente por ser el organizador de la carrera pedestre popular Behobia-San Sebastián.

## Historia
El club tiene su origen en la disolución, en 1909, del Club Ciclista de San Sebastián. A consecuencia de dicha disolución surgieron, por una parte, la Real Sociedad de Fútbol y, por otra, la 'Peña Fortunista', que se constituyó en el Club Deportivo Fortuna en 1911.
Ya desde los primeros años se formaron diversas secciones como fútbol, atletismo, pelota, montañismo, ciclismo, natación, etc.
En 1919, el club organizó por primera vez la famosa carrera pedestre Behobia-San Sebastián.
En 2012 recibió el Tambor de Oro por la organización de la carrera Behobia-San Sebastián.

## Sección de remo
La sección de remo fue creada a principios de la década de 1980. A fines de esa década se obtuvieron 3 banderas de traineras y participaron en la Bandera de la Concha.
Del mismo modo, se consiguió el Campeonato de Guipúzcoa de Trainerillas en 1989.
En 2009, se sumó al proyecto de la trainera unificada de Donostiarra.
En categoría femenina, ganó el Campeonato de Guipúzcoa de Bateles en 2002 y 2004.
Durante años ha sido la representante donostiarra en la Liga ABE de traineras de veteranos.
- 1 Liga ABE veteranos: 2022